# Pleurotomella nipri
Pleurotomella nipri é uma espécie de gastrópode do gênero Pleurotomella, pertencente a família Raphitomidae.